# حقوق پناهندگی
قانون پناهندگی (انگلیسی: Refugee law) یکی از موضوعات حقوق بین‌الملل است که حقوق و حفاظت پناهندگان را مورد بررسی قرار می‌دهد. بین علمای حقوق بین‌الملل در ارتباط با حقوق پناهندگی و حقوق بشر (یا حقوق بشر بین‌المللی) ٰ اختلاف عقیده وجود دارد. این بحث بخشی از بحث مبسوط‌تری در مورد تقسیمات حقوق بین‌الملل است. درحالیکه برخی از علما عقیده دارند که هر بخش جامع و مستقل متمایز از دیگر بخش‌ها است، دیگران تلقی‌شان این است که هر سه بخش در مجموع یک رژیم قانونی را تشکیل می‌دهند که هدف آن‌ها حفاظت حقوق کلیه ابناء بشر در کلیه زمان‌ها است مبلغان بینش اخیر، این رژیم کلیت‌گرا را به عنوان رژیمی می‌نگرند که نرم‌های آن، تنها در شرایط مشخصی از قبیل درگیری مسلحانه و اشغال نظامی (IHL) یا در مورد گروه‌های مشخصی از افراد، از جمله پناهجویان، (قانون پناهندگی)، کودکان (کنوانسیون حقوق حقوق کودکان)، و زندانیان جنگ (کنوانسیون سال ۱۹۴۹ ژنو III) قابل بکارگیری است.

## تعریف پناهنده
تعریف‌های گوناگونی از پناهنده داده شده‌است که معمولاً برای اعمال نظر خاصی بکار می‌رود. تعریف‌های مختلفی که برای پناهنده شده، مشکلات گوناگونی را برای ارائه یک دیدگاه منسجم و واحد حول مقوله پناهنده (مشمول کنوانسیون پناهندگان) به وجود آورده‌است. ماده یک کنوانسیون تحت نام پروتکل ۱۹۶۷ پناهنده را اینطور تعریف می‌کند:
کسی که خارج از وطن خود است و به دلائلی نظیر وابستگی به یک نژاد، ملیت، عقیده، یا عضویت در یک گروه سیاسی ویا با عقیده خاص، در کشور خود مورد تعقیب است و نمی‌تواند به دلیل همین ترس از تعقیب به کشور خود بازگردد و ناخواسته از حفاظت در ان کشور برخوردار نیست، یا کسی که ملیتی ندارد و به دلیلی خارج از کشوری که قبلاً در آن زندگی می‌کرده قرار گرفته و از بازگشت به این کشور ترس دارد.

## حقوق بشر و حقوق پناهندگی
حقوق بشر عبارت از حقوقی فطری که هر فرد به محض تولد به او تعلق می‌گیرد و تضمین شده‌است. در زیر حقوق جهان‌شمول انسان است که شامل حال پناهندگان هم می‌شود:
- حق آزادی قرار نگرفتن تحت شکنجه و رفتارهای مجرمانه.
- حق آزادی بیان و عقیده.
- حق آزادی اندیشه و احساس و مذهب.
- حق زندگی، آزادی و امنیت.
- آزادی از تبعیض[۳]

## قوانین پناهندگی
قوانین پناهندگی و حقوق بشر بین‌الملل در محتوا نزدیک به هم هستند اما عملکردهای متفاوتی دارند. تفاوت اصلی عملکرد آن‌ها این است که قانون پناهندگی حاکمیت دولت‌ها را در نظر می‌گیرد اما در مورد حقوق بشر بین‌الملل چنین چیزی نیست. یکی از دیدگاه‌های قوانین پناهندگی نان رفولمان (عدم اخراج) است یعنی هیچ دولتی نمی‌تواند پناهنده‌ای را به کشور مبدأ که جان پناهنده در معرض خطر قرار می‌گیرد، بازگرداند. در این حالت برخی از مظاهر حاکمیت دولت‌ها نادیده گرفته می‌شود. مبنا و پایه نان رفولمان در تعارض با حاکمیت دولت است که می‌تواند هر خارجی غیرقانونی را اخراج کند.